# Anarchistki
Anarchistki (hiszp. Libertarias) – hiszpański dramat historyczny z 1996 roku w reżyserii Vicente Arandy. Zdjęcia kręcono w Aragonii (głównie prowincja Teruel) oraz w Barcelonie.

## Opis fabuły
Główna bohaterka filmu, zakonnica Maria (Ariadna Gil), w czasie trwania hiszpańskiej wojny domowej w 1936 roku, ucieka przed prześladowaniami. Schronienie znajduje w domu publicznym, gdzie poznaje Charo (Loles Leon), z którą przyłącza się do grupy anarchistek walczących o wyzwolenie kobiet. W czasie podróży przez ogarniętą wojną Hiszpanię Maria zaczyna dostrzegać niesprawiedliwość świata, co zmusza ją do zrewidowania idealistycznych poglądów.

## Obsada
- Ariadna Gil – jako María
- Ana Belén – jako Pilar
- Victoria Abril – jako Floren
- Blanca Apilánez – jako Aura
- Laura Mañá – jako Concha
- Loles León – jako Charo
- Jorge Sanz – jako Obrero Hijo
- José Sancho – jako Obrero padre
- Joan Crosas – jako Boina
- Antonio Dechent – jako Faneca